# Rosyjski podbój Emiratu Buchary

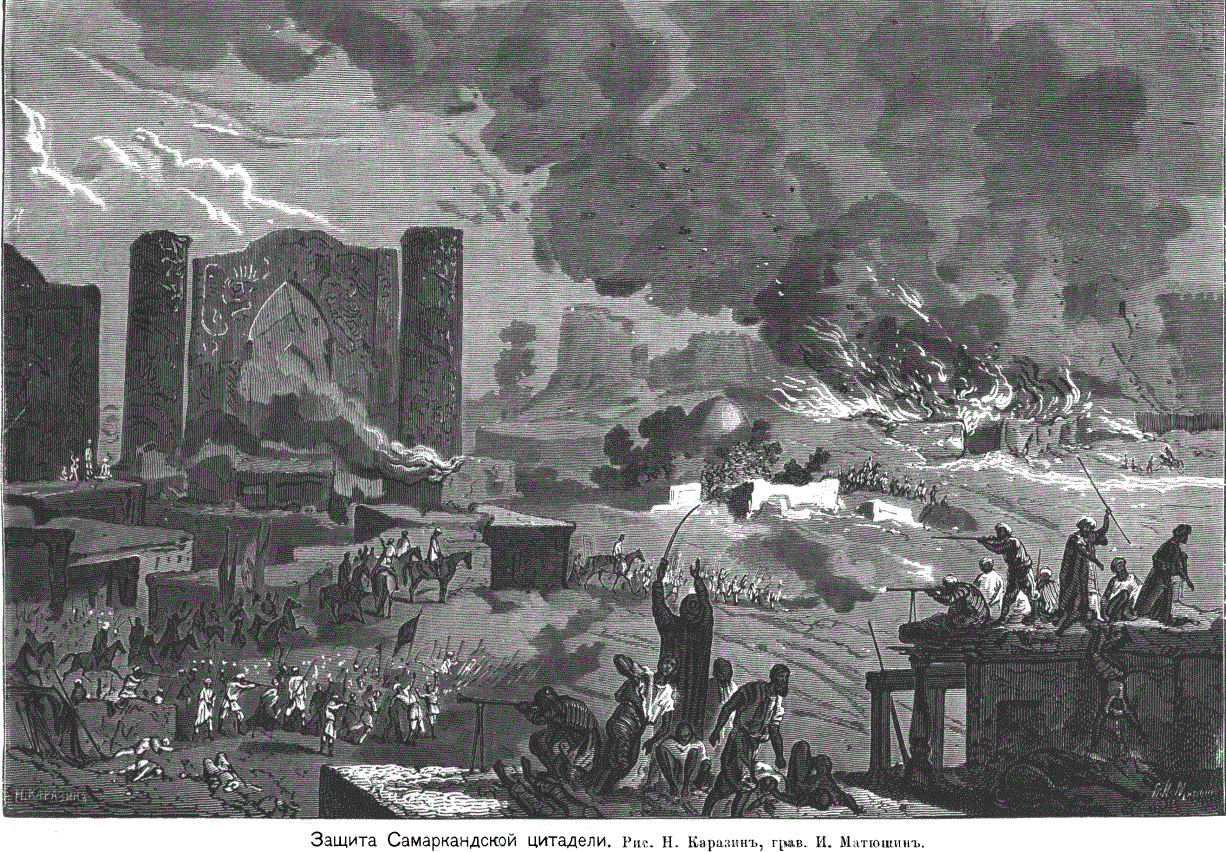
Obrona cytadeli samarkandzkiej w 1868. Samarkanda po raz pierwszy została zdobyta przez Rosjan w 1865.

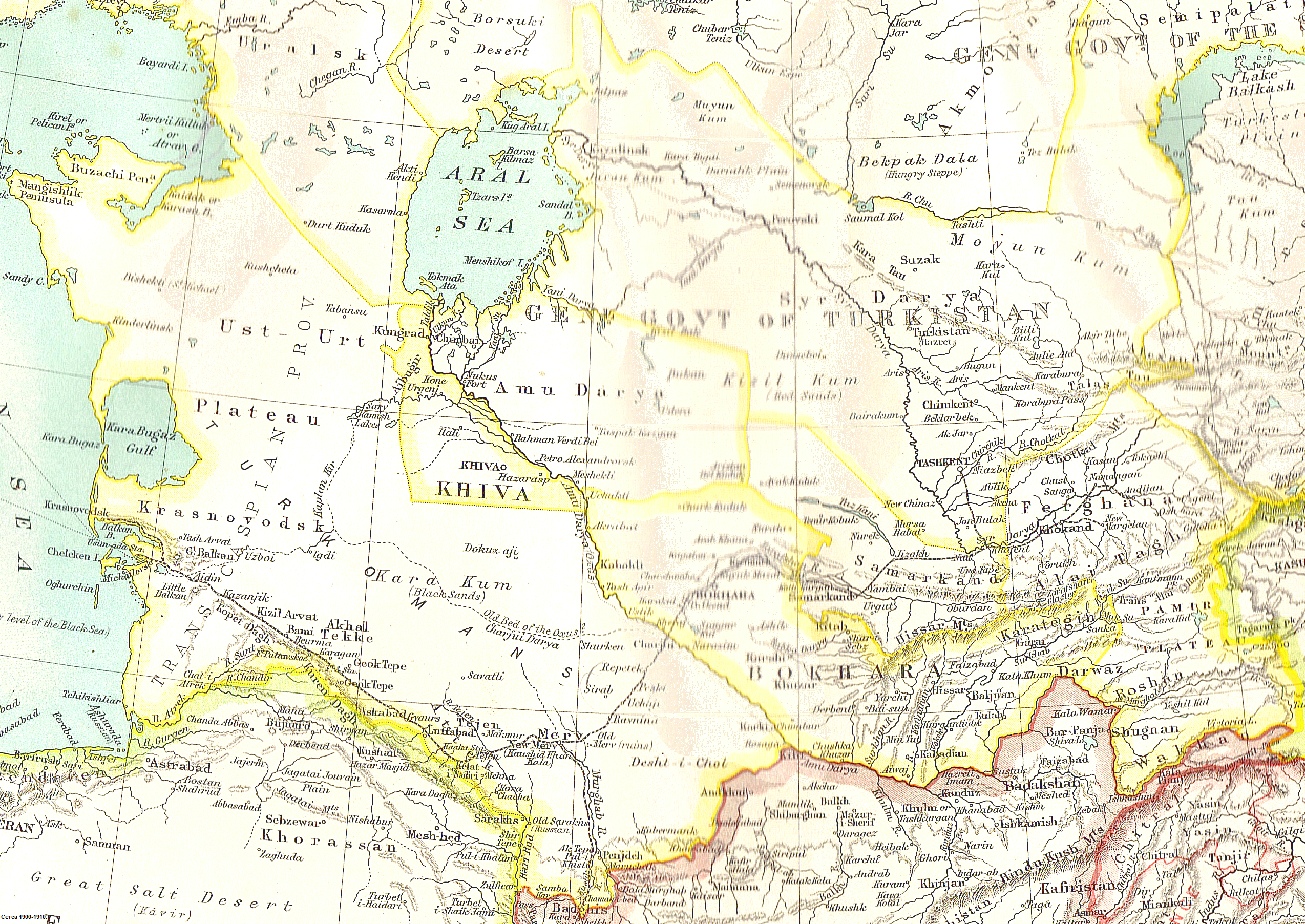
Emirat Buchary pod rosyjskim protektoratem.

Rosyjski podbój Emiratu Buchary trwał z przerwami w latach 1842–1868.
Od początku XIX wieku pomiędzy Wielką Brytanią, a Imperium Rosyjskim trwała Wielka Gra, czyli wyścig kolonialny o Azję Środkową. W centrum zainteresowania tych państw znalazły się szczególnie Chanat Chiwy, Afganistan, Chanat kokandzki, oraz Emirat Buchary. Łupieskie rajdy muzułmańskich mieszkańców Buchary i Chiwy zachęcały lokalnych gubernatorów Rosji do podjęcia inicjatywy podporządkowania sobie tych krajów. Dodatkowo wysłannicy rosyjscy, oraz brytyjscy byli traktowani w Bucharze lekceważąco i pogardliwie. W 1862 Rosja rozpoczęła wojnę z Emiratem Buchary, któremu początkowo udało się odeprzeć ataki, jednak został pokonany w maju 1866 roku. Emirat w wyniku konfliktu stracił większą część swojego terytorium. Następnie w 1867 car Aleksander II Romanow ustanowił nad Turkiestanem generalnego gubernatora w postaci Konstantego von Kauffmana. Stolicą rosyjskiego Turkiestanu jako nowej gubernii stał się Taszkent zdobyty w 1865. Wojna pomiędzy Rosją, a Bucharą ponownie wybuchła w 1868, gdy emir Muzaffar ad-Din Bahadur Chan został zmuszony do przyjęcia statusu carskiego wasala. Podobne warunki musiał przyjąć władca Kokandu, Muhammad Chudojor-Chan. Po raz drugi konflikt z Bucharą rozstrzygnął się na korzyść Rosjan. Wojna zakończyła się 20 maja 1868. W jej wyniku Emirat utracił suwerenność, a Samarkanda została przyłączona bezpośrednio do Cesarstwa Rosyjskiego. Jeszcze przez pięć lat jedynym niezależnym państwem Turkiestanu był Chanat Chiwy. Od 1873 roku Emirat Buchary znajdował się pod protektoratem rosyjskim, jednak państwo istniało do 1920, gdy Armia Czerwona zdetronizowała Muhammeda Alim Chana.